# Волик, Георгий Кононович
Георгий Кононович Во́лик (1906—1992) — инженер-судостроитель, директор судостроительного завода № 402, директор Амурского судостроительного завода. Герой Социалистического Труда, лауреат Сталинской премии.

## Биография
Родился 8 (21 января) 1906 года в городе Николаеве (ныне Украина) в крестьянской семье. Украинец.
В 1920 году начал трудовую деятельность на заводе «Тремсуд» учеником разметчика,
В 1922 году поступил в Николаевский кораблестроительный институт, совмещал учёбу с работой плазовым разметчиком на Николаевском судостроительном заводе имени Андре Марти.
В 1927 году окончил институт и получил диплом инженера отдела организации труда.
Проходил срочную службу в ВМФ, после демобилизации вернулся работать конструктором на родной завод, впоследствии стал главным строителем кораблей завода.
В 1935 году исключён из ВКП(б) из-за того, что его отец в 1907—1917 годах служил в Николаевском торговом порту жандармом.
В 1941 году, в первые месяцы Великой Отечественной войны переведён в Астрахань заместителем главного инженера номерного завода. В 1942 году возглавил достроечную базу кораблей уже на Бакинском предприятии. Строил бронекатера и подводные лодки.
В 1944—1945 годах работал на Николаевском судостроительном заводе. Восстановлен в ВКП(б) с 1946 года.
В 1947 году назначен главным инженером завода № 402 (ныне — ОАО ПО «Северное машиностроительное предприятие») в Молотовске (Архангельская область). С сентября 1949 года по февраль 1952 года был директором Севмашпредприятия.
В феврале 1952 года назначен директором завода № 199 имени Ленинского комсомола (Амурский судостроительный завод). Под его руководством на заводе была построена первая атомная подводная лодка проекта 659 — «К-45», спущены на воду ещё 4 подводных лодки этого проекта. Строились подводные лодки проекта 675 и его модификации.
Указом Президиума Верховного Совета СССР (с грифом «не подлежит опубликованию») от 28 апреля 1968 года «за большие заслуги в деле создания и производства новых типов ракетного вооружения, а также атомных подводных лодок и надводных кораблей, оснащенных этим оружием, и перевооружения кораблей Военно-Морского Флота» удостоен звания Героя Социалистического Труда с вручением ордена Ленина и золотой медали Серп и Молот
.
В 1964—1966 годах был заместителем председателя Хабаровского СНХ. После упразднения совнархоза переехал на Украину.
В 1982 году вышел на пенсию.
Умер 8 сентября 1992 года. Похоронен в Киеве.

## Награды и почётные звания
- Герой Социалистического Труда (28 апреля 1963 года)
- два ордена Ленина (2.10.1950; 28.4.1963)
- орден Красной Звезды (31.3.1944)[3]
- медали
- Сталинская премия второй степени (1951) — за работу в области судостроения (разработку и внедрение метода поточно-позиционной постройки эскадренных миноносцев проекта 30-бис).

## Семья
- жена — Антонина Сергеевна Волик
- сын — Сергей Георгиевич Волик
- сын — Александр Георгиевич Волик